# Łukasz Kruczek
Łukasz Paweł Kruczek (Buczkowice, 1º novembre 1975) è un allenatore di sci nordico ed ex saltatore con gli sci polacco.

## Biografia

### Carriera sciistica
In Coppa del Mondo esordì il 27 gennaio 1996 a Zakopane (43°) e ottenne l'unico podio il 9 dicembre 2001 a Villach (3°).
In carriera prese parte a un'edizione dei Giochi olimpici invernali, Nagano 1998 (45° nel trampolino lungo, 8° nella gara a squadre), a due dei Campionati mondiali (32° nel trampolino lungo a Ramsau am Dachstein 1999 il miglior risultato) e a una dei Mondiali di volo, Tauplitz 1996 (46°).

### Carriera da allenatore
Nella stagione 2007-2008 è stato vice-allenatore della squadra di salto della nazionale polacca; dalla stagione successiva è allenatore capo della squadra.

## Palmarès

### Coppa del Mondo
- Miglior piazzamento in classifica generale: 63º nel 2000
- 1 podio (a squadre):
  - 1 terzo posto